# Dysstroma ceprona
Dysstroma ceprona là một loài bướm đêm trong họ Geometridae.